# Magelang Baru
Magelang Baru is een bestuurslaag in het regentschap Lebong van de provincie Bengkulu, Indonesië. Magelang Baru telt 1057 inwoners (volkstelling 2010).